# محوطه پشت قلعه قلا
محوطه پشت قلعه قلا در شهرستان بیجار، بخش چنگ الماس، روستای جعفرآباد واقع شده و این اثر در تاریخ ۱۰ دی ۱۳۸۱ با شمارهٔ ثبت ۶۸۳۲ به‌عنوان یکی از آثار ملی ایران به ثبت رسیده است.